# Templo del Sur de Zelenchuk
El Templo del Sur de Zelenchuk es una antigua iglesia de Alania ubicada en Arjyz en la moderna República de Karacháyevo-Cherkesia, que data de finales del siglo X o principios del siglo XI. El tamaño modesto de la iglesia sugiere que era de propiedad privada, potencialmente por un miembro de la nobleza. En 1991, la iglesia fue consagrada en nombre del profeta Elías y actualmente es una iglesia ortodoxa en funcionamiento.

## Historia

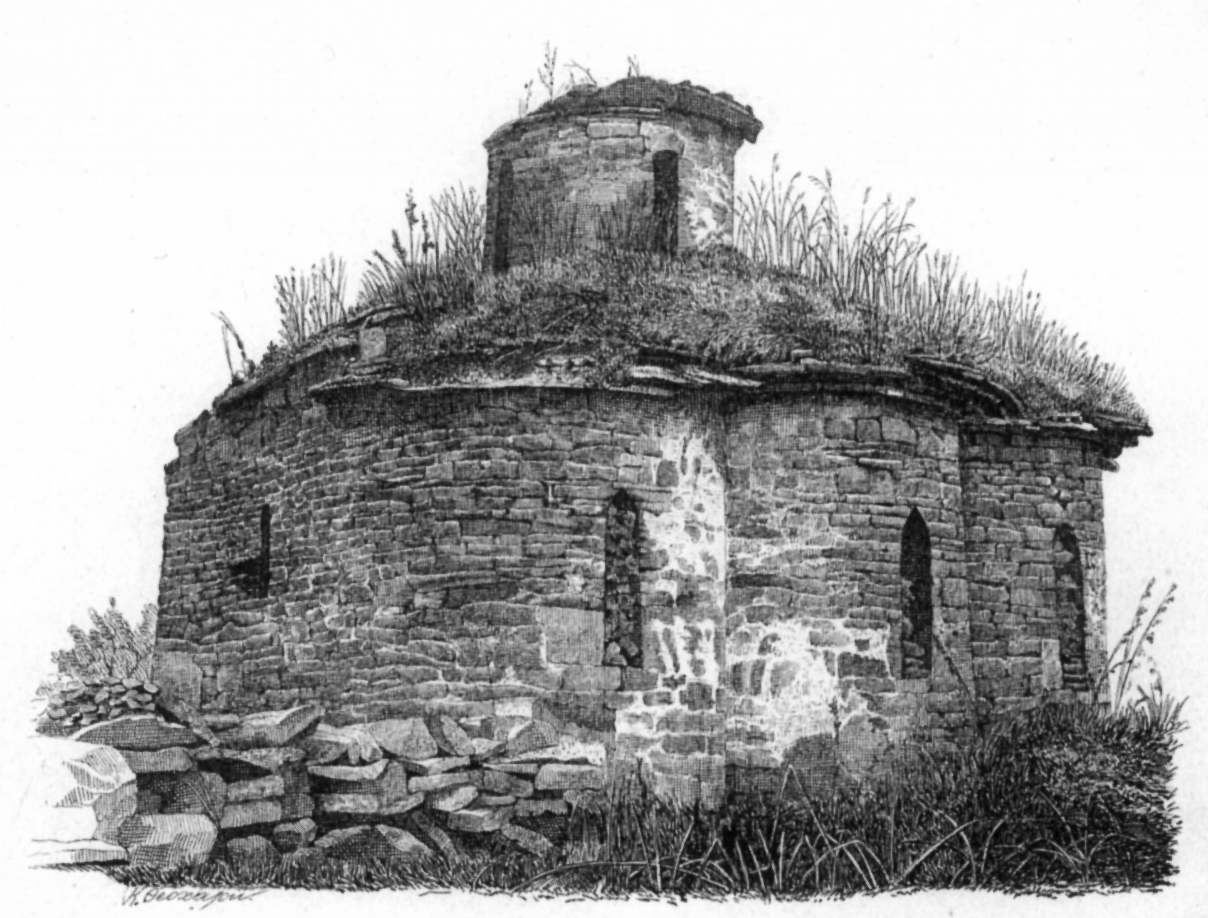
Antiguo Templo del Sur.

El Templo del Sur, se remonta a finales del siglo X o principios del XI, y es una de las tres iglesias con planta de cruz griega en su planta, que se construyó en la Diócesis de Alania, las otras dos son el Templo del Norte y el Templo Central. A diferencia de las otras dos iglesias, el Templo del Sur es una iglesia simple con cúpulas cruzadas y sin vigas. La iglesia fue renovada a fines del siglo XIX, durante la cual se agregó una cornisa debajo de la cúpula, se enyesaron las paredes, se pintaron los frescos, el piso de losa se reemplazó con pisos de madera, el tambor se cubrió con madera. Además, debido a que la puerta original de la iglesia estaba enlucida, se construyó una nueva puerta en el muro norte de la iglesia. Después de la renovación, el edificio fue consagrado como una iglesia del monasterio Alexander-Athos. Debido a la renovación, la iglesia es ahora una de las iglesias con cúpulas cruzadas menos estudiadas en Alania.

## Arquitectura

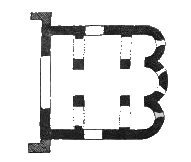
Planta del Templo del Sur. (1897)

El templo es un edificio abovedado de tres ábsides y tres naves del tipo cruz inscrita de corona simple sobre cuatro pilares cuadrados (70x70 cm). El templo estaba construido con losas de arenisca talladas, y en el exterior estaba cubierto con una fina capa de lechada de estuco. Hay una diferencia en la mampostería de las paredes: en la parte inferior del templo, se usaron los bloques de tamaños más grandes, los más pequeños en la parte media y de nuevo los grandes al final. El templo probablemente estaba cubierto con losas planas de piedra, no se ha establecido la presencia de un techo de tejas. La longitud del edificio es de 8.5 m, ancho x 7.75 m —en el interior de 7.70 y 6.16 m, respectivamente—. El cuadrado de la cúpula es asimétrico y tiene una longitud (1.8 x 2.7 m), mientras que la cúpula ovalada, alargada a lo largo del eje oeste - este, es más pequeña que el espacio de la cúpula. Según V.A. Kuznetsov, tal construcción del edificio habla de errores de cálculo realizados por los constructores en la proporción de las dimensiones generales del edificio y sus proporciones privadas, lo que puede indicar cierta falta de preparación teórica e inexperiencia del arquitecto que intentó combinar los cánones arquitectónicos bizantinos nuevos para él con técnicas locales. A. Yu. Vinogradov y D.V. Beletsky, explicando la extrañeza de la cúpula, permiten la posibilidad de cambiar la forma del templo durante la construcción: «Esta extrañeza de la cúpula puede explicarse como una técnica baja de maestros».
Las naves norte y centro de la iglesia tienen el mismo ancho, mientras que el sur, es mucho más estrecho. Todos los arcos de soporte son muy desiguales, son más angostos que los pilares y, lo que es más importante, simplemente cortan los bordes de los pilares, pero no al nivel de las impostas de capiteles de conjunto bajo, sino un poco más alto, lo que indica el engrosamiento de las formas. Además, la forma de algunos arcos del templo, por ejemplo, cuartos que se arrastran por encima de los compartimentos laterales, que ya no se encuentran en ninguna parte de Alania, así como en la arquitectura abjasia, es inusual. Los compartimentos angulares del templo están tan elevados que los brazos de la cruz apenas se elevan por encima de ellos. Entonces, se supone que inicialmente el templo tenía un revestimiento curvilíneo único. El ábside central del templo es semicircular y de tamaño pequeño. El centro de ellos sobresale relativamente en el lateral en unos 25-30 centímetros y se eleva ligeramente por encima de ellos. El ábside lateral en sí es casi idéntico en altura al central y pasa a las paredes laterales del templo sin distinción alguna. Cada ábside tiene una ventana con un ancho de 65 cm. Inicialmente, había ventanas en las paredes norte y sur del templo. Es debatible el engrosamiento de la protuberancia en la parte oriental de la fachada norte. Kuznetsov lo consideraba un contrafuerte hecho por los monjes para fortalecer el muro, que fue debilitado por el nicho construido en él. Según Pishchulina, esta protuberancia es el resultado de «una extensión del ábside al volumen rectangular existente del altar». A. Yu. Vinogradov y D.V. Beletsky discuten este punto de vista: “«Si se sigue esta versión especulativa y altamente controvertida, el edificio existente del templo incluye un edificio más antiguo, único en todos los sentidos, ya que los altares paganos de Alania de tal tamaño y preservación, parece no ser conocidos, sin embargo, en todos los planos antiguos, la repisa en el muro norte no está disponible. Es cierto, el análisis de la solución de aglutinante mostró la antigüedad de este «contrafuerte". Por lo tanto, su origen, como muchas otras formas del templo del Sur, la investigación sigue en cuestión a estudios más exhaustivos.»